# Опока-Кольонія
Опока-Кольонія (пол. Opoka-Kolonia) — село в Польщі, у гміні Аннополь Красницького повіту Люблінського воєводства.
Населення — 411 осіб (2011).
У 1975-1998 роках село належало до Тарнобжезького воєводства.

## Демографія
Демографічна структура станом на 31 березня 2011 року:
|          | Загалом | Допрацездатний вік | Працездатний вік | Постпрацездатний вік |
| -------- | ------- | ------------------ | ---------------- | -------------------- |
| Чоловіки | 207     | 43                 | 143              | 21                   |
| Жінки    | 204     | 51                 | 114              | 39                   |
| Разом    | 411     | 94                 | 257              | 60                   |